# Eumerus smirnovi
Eumerus smirnovi är en tvåvingeart som beskrevs av Stackelberg 1949. Eumerus smirnovi ingår i släktet månblomflugor, och familjen blomflugor.
Artens utbredningsområde är Uzbekistan. Inga underarter finns listade i Catalogue of Life.